# Oliver Kirk
Oliver Kirk est un boxeur américain né le 20 avril 1884 à Beatrice, Nebraska, et mort en 1960.

## Carrière
Il remporte aux Jeux olympiques d'été de 1904 à Saint-Louis la médaille d'or en poids coqs et en poids plumes.

## Palmarès

### Jeux olympiques
- Jeux olympiques de 1904 à Saint-Louis (poids coqs)
- Jeux olympiques de 1904 à Saint-Louis (poids plumes)